# Мова нанова
«Мова нанова» (укр. мова наново, мова по-новому) — курси білоруської мови, які було відкрито в Мінську 13 січня 2014 року в галереї «Ў».
Це неприбуткова громадська ініціатива, метою якої є збільшення щоденного вжитку білоруської мови. Ініціативу підтримали в деяких інших містах. Тепер окрім Мінська, курси існують в Барановичах, Городні, Бобруйську, Гомелі (там вони називаються «Мова Плюс»), Несвіжу, а також у Кракові.
В Мінську курси проводять філолог Алєся Литвиновська та журналіст Гліб Лободенко. Щотижня їх відвідують приблизно 300 осіб. Крім того на курси приходять гості: білоруськомовні лікарі, програмісти, архітектори, співаки, письменники, актори.
Курси вважаються неформатними, це неакадемічне вивчення мови. Кожне заняття має тему (мода, медицина, родина тощо) та кілька умовних рубрик — словник, граматика, цікаві факти, перегляд різних фотознімків та інше.